# Tercer Període Intermedi d'Egipte

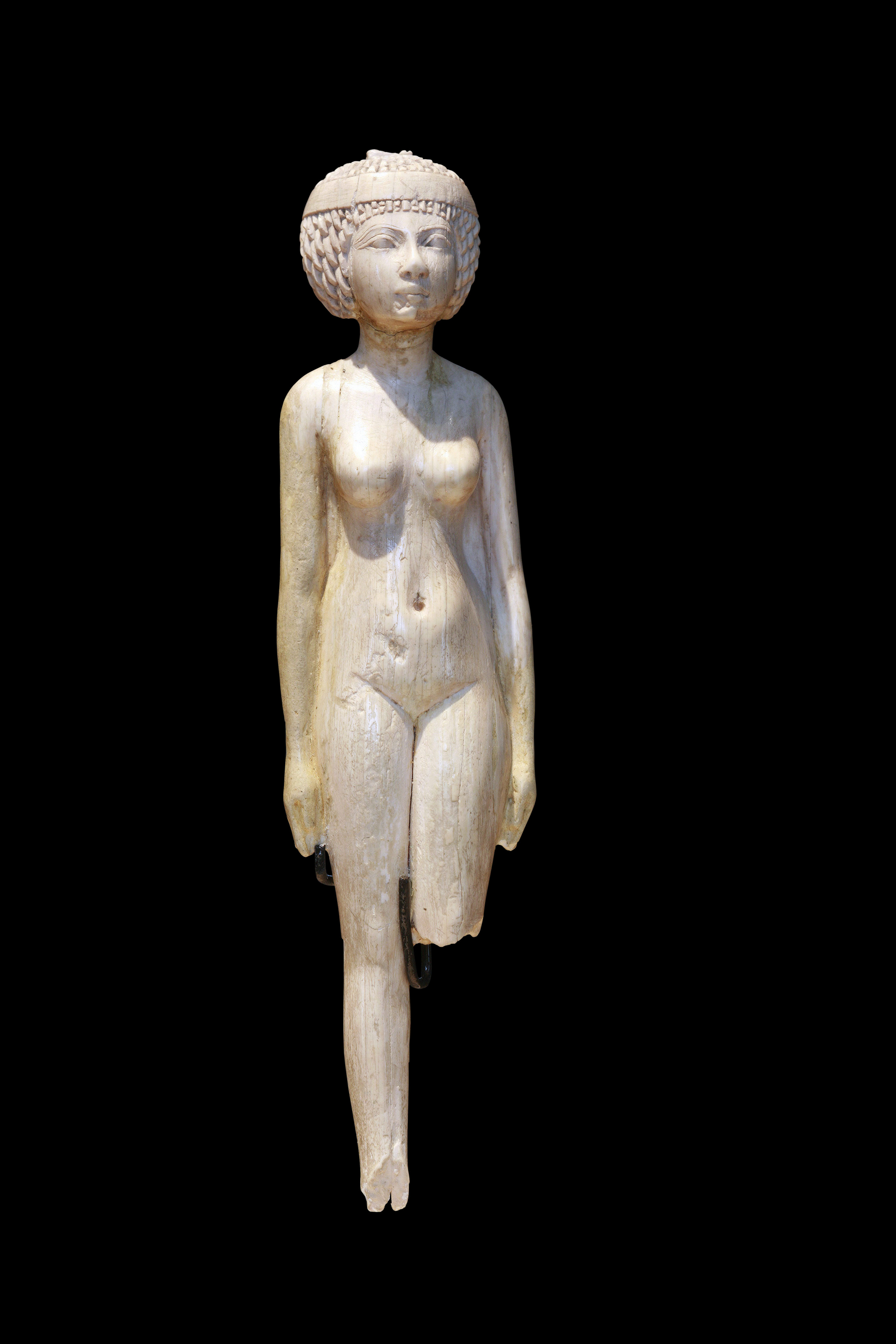
Estàtua del tercer període intermedi. Louvre.

El tercer període intermedi d'Egipte transcorregué aproximadament entre el 1070 i el 650 aC. Cap al segle xi aC, Egipte es va veure dividit en dues unitats polítiques, una dirigida des de Tanis al Baix Egipte, i una altra, des de Tebes a l'Alt Egipte. Ambdues eren governades per dinasties d'origen libi. Si bé eren independents entre si, i en molts casos rivals, els governants tebans només ostentaven el títol de summe sacerdot d'Amon. Tanis, la capital de la dinastia del nord, probablement es tracta de la mateixa ciutat, sota un altre nom, que l'Àvaris dels hicsos i la Pi-Ramsès dels Ramsès.
Es considera, generalment, que aquest període inclou des de les dinasties líbies fins a la caiguda de la dinastia XXV, originària del Regne de Kush (Núbia), al segle VII aC.

## Transformacions econòmiques i polítiques
Tot el Pròxim Orient passava per un període de decadència. Algunes ciutats es van anar abandonant per dedicar la seva població al pasturatge, altres grups es dedicaven al saqueig de ciutats estrangeres. Aquests moviments es poden explicar pels canvis climàtics, que van afectar el rendiment agrícola, base del sistema de la majoria de les civilitzacions de la regió, inclosa l'egípcia. Atesa la poca documentació que ens ha arribat, aquest període es coneix com a Edat Fosca, al seu torn marca el final de l'edat de bronze i l'inici de l'edat de ferro, en al·lusió a la generalització d'aquests metalls.

## Relacions internacionals
En els primers anys del període, el poder egipci a l'estranger es va limitar a la Baixa Núbia, controlada per Tebes. El control de Síria, Fenícia i Canaan es va perdre completament. Allà, les ciutats fenícies -en primer lloc Tir- desplegaven la seva influència comercial per tot el Mediterrani i, més al sud, el regne d'Israel, durant els regnats de David i Salomó d'Israel (segles XI i X aC), comerciava activament amb el sud d'Aràbia i per la Mediterrània, en detriment de l'expansió comercial del Baix Egipte. Aquesta situació va canviar després de la mort de Salomó, quan les ciutats del nord d'Israel es van revoltar contra la capital, Jerusalem, probablement instigades per Egipte, i van conformar dos regnes: el regne de Judà, al sud i amb capital a Jerusalem, i el d'Israel, al nord.
Segons consta en els llibres bíblics dels Reis i de les Cròniques, i en les seves pròpies inscripcions, Sheshonq I (Xixac a la Bíblia), el primer sobirà de la dinastia XXII, líbia de Tanis, va saquejar diverses ciutats d'ambdós regnes (Israel i Judà) i va rebre tribut de Jerusalem. Les campanyes de Sheshonq van aconseguir la caiguda de l'hegemonia comercial que havia tingut Israel a l'època de David i Salomó. Al seu torn van servir de font d'ingressos per a la realització d'obres públiques en els anys següents, interrompudes per la feblesa del tresor de la monarquia de Tanis. Sheshonq va aconseguir tancar un tractat comercial amb la ciutat fenícia de Biblos (antiga sòcia comercial d'Egipte durant l'Imperi Mitjà), que va tornar la prosperitat a les ciutats egípcies del delta, reactivant l'intercanvi, més encara minvada la competència d'Israel.

## Noves divisions dinàstiques i territorials

Divisions dinàstiques i territorials durant el tercer període intermedi d'Egipte.

Al seu torn, l'equilibri entre el nord i el sud es va trencar durant el regnat de Sheshonq I, que va imposar el seu fill en el càrrec de summe sacerdot d'Amon, a Tebes, establint un precedent que repetirien els seus successors. En aquesta època, Tebes havia perdut la seva hegemonia sobre Núbia. Al principi, el control Tanita del gran sacerdoci de Tebes va aconseguir una relativa unificació, però durant el segle ix aC, els altegipcis es van revoltar contra la imposició del gran sacerdot tebà per part del faraó de Tanis. La monarquia Tanit, abans que repel·lir la revolta, va haver de fer front a problemes interns del Baix Egipte: a la ciutat de Leontòpolis, centre d'una illa situada al delta del Nil immediatament a l'oest de Tanis, es va formar l'any 818 aC un poder rival, la dinastia XXIII, també d'origen libi, que disputava amb la dinastia XXII (Tanis) la sobirania sobre regions de tal reputació i envergadura com la de la ciutat de Memfis, capital durant l'Imperi Antic.
La presència de dues monarquies en disputa tan properes entre si va possibilitar la formació en els anys següents d'altres centres de poder. La ciutat d'Heracleòpolis (poderosa durant el Primer Període Intermedi) era forta a la regió del naixement del delta i de l'oasi d'al-Faium. Hermòpolis Magna controlava l'Egipte Mitjà i tenia poder sobre alguns oasis libis. La dinastia XXII de Tanis va aconseguir imposar-se a la XXIII de Leontòpolis, però cap al 725 aC es va crear al Sais, a l'illa més occidental del delta, la dinastia XIV d'Egipte.

## Expansió de Kush (Núbia)
L'Edat Fosca també va sobrevenir sobre Núbia, de la qual es coneix poc o res al voltant dels segles X i IX aC. La seva expansió es testifica cap 780 aC, quan van aparèixer sobirans forts a la ciutat de Napata. Aquest nou regne de Kush o Núbia tenia marcada influència egípcia, fonamentada per segles de dominació i colonització. El primer rei de Kush amb interessos imperialistes a Egipte va ser Piye (o Piankhi) (747-716 aC): en primer lloc a Tebes, una princesa de la seva família reial com Divina adoratriu d'Amon, un alt càrrec del temple. El títol, anteriorment ostentat per princeses de la reialesa líbia, era hereditari per adopció, així que el càrrec de Divina adoratriu quedava a la família reial cuixita o, en tot cas, sota la seva influència. Llavors Piye va seguir endavant, sotmetent un per un tots els petits reis egipcis, arribant inclòs fins a Memfis, però el faraó Tefnakht va poder recuperar el Baix Egipte.

## Reformes de la dinastia XXV (cuixita)
El rei nubià Piye, que va conquerir gairebé tot Egipte, va morir cap a 716 aC i va ser succeït pel seu germà Shabaka. Aquest va reduir el Baix Egipte (un dels darrers petits reis a caure va ser Bekenrenef de Sais) i va instal·lar la seva capital a Memfis. La dinastia de Piye i Shabaka va governar alhora Egipte i Núbia, per la qual cosa es coneix a la dinastia com kusita o XXV egípcia. La sobirania nubiana sobre Egipte es va perdurar per al voltant d'un segle. En la propaganda oficial, els faraons cuixites es presentaven com enviats del déu Amon per restablir l'estat egipci, de fet, Napata, la capital de Kush/Núbia, era seu d'un antic temple (protegit pels faraons de les dinasties XVIII i XIX) del déu egipci Amon. Els reis cuixites es van establir a Memfis, el que significa per una banda l'apropament a les tradicions egípcies (Memfis era la "capital antiga" per excel·lència), i per un altre el progressiu trasllat dels centres polítics cap al delta.
La monarquia egipci-cuixita va mostrar progressiu interès comercial, polític i militar per la regió de Palestina i Síria, i va xocar amb els interessos assiris.

## Piràmides de la dinastia XXV
Piràmide de Piye 
La piràmide de Piye ha desaparegut completament. En l'antiguitat el complex incloïa una capella funerària i una cambra, amb volta de blocs en voladís, a la qual s'accedia per una escaleta. Durant l'excavació es van trobar diversos vasos canopis i ushebtis.
Una característica important és que en comptes d'un sarcòfag hi ha un banc, tallat a la roca, amb un orifici a cada cantonada per contenir les potes d'un llit. L'enterrament a llits funeraris ha estat una característica típica de les inhumacions nubianes des de l'època de Karman.
Va ser excavada per Reisner el 1918-1919.
 Piràmide de Shabaka 
L'edificació situada per sobre del nivell del sòl està totalment destruïda. L'interior té una qualitat de construcció sensiblement millor que la de Piye, tant en la seva arquitectura com en el seu equipament funerari que inclou uns bell exemplars de vasos canopis.
Va ser excavada per Reisner el 1918-1919.
 Piràmide de Shabitko 
El sepulcre de Shabitko marca un lleuger retrocés en la qualitat del treball, els vasos canopis i la sala sepulcral són molt pobres. La tomba presenta, a més, un anormal gir a la dreta en la seva escala de descens. Es troba separada de les altres sepultures de la XXV dinastia.
Va ser excavada per Reisner el 1918-1919.
 Piràmide de Taharqa 
Taharqa es va fer enterrar en una nova zona, a Nuri, situada una mica més avall seguint el curs del riu Nil. La seva piràmide va ser construïda en dues fases, la primera amb una base de 29,5 metres. La tomba de Taharqa presenta l'estructura més complexa de totes les tombes reials cuixites. Té una escala convencional sobre la qual estava erigida la capella funerària que conduïa a una petita avantcambra que al seu torn donava accés a una sala sepulcral amb sis pilars i passadís volta.
Un curiós corredor recorria totes les habitacions subterrànies a un nivell lleugerament superior; únicament era accessible a través d'un tram d'escales just fora de l'entrada de l'avantcambra. Al centre de la cambra sepulcral es troba el banc. Entre els objectes trobats, hi ha uns vasos canopis de gran qualitat, que reflecteixen un canvi en les fórmules rituals.
Va ser excavada per Reisner el 1918-1919.
 Piràmide de Tanutamon 
L'últim cuixita que va governar Egipte va ser Tanutamon (Tenutamon). La seva piràmide té una subestructura molt més senzilla i prescindeix del banc taüt.
La tomba tenia una sala sepulcral, decorada amb relleus força ben conservats. Les figures i textos segueixen, en general, l'antiga tradició d'enterraments, amb temes de la reialesa.
Va ser excavada per Reisner el 1918-1919.

## Invasió assíria d'Egipte

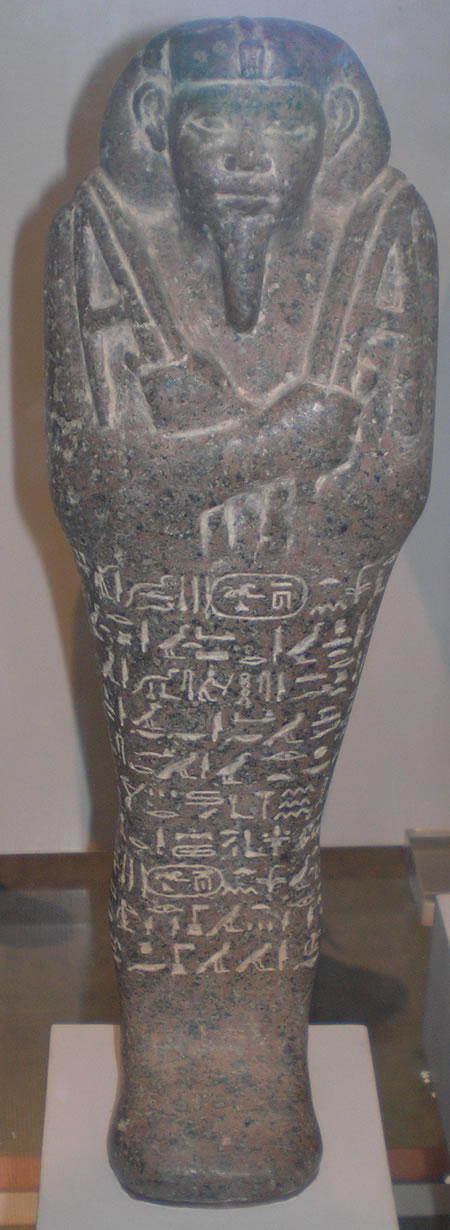
Uixebti de Taharqa. Museu Britànic.

Un cop estabilitzades les conquestes assíries en els estats arameus de Síria, l'imperi assiri passava a limitar directament amb l'àrea d'influència egípcia, Palestina. A la dècada de 740-730 aC, els regnes d'Israel i Judà eren vassalls de l'assiri Tiglath-Piles III. Salmanasar V (727-722 aC), el fill de Tiglath-Piles, va annexionar el regne d'Israel, en va saquejar la capital, Samaria, i va deportar la població. Sargon II (721-705 aC) va annexionar Gaza (Filistea), a la mateixa frontera amb Egipte, que s'havia rebel·lat amb el suport de Piye (el primer faraó nubi). El fill de Sargon, Sennaquerib (704-681 aC), també va fer campanyes a Filistea, que era el principal pas entre Egipte i l'interior d'Àsia, on va entaular una batalla contra els egipcis i els seus aliats locals. La batalla no va ser decisiva però va mantenir els egipcis al marge. Senaquerib va prendre Laquís, va atacar el regne de Judà (que havia trencat els llaços de vassallatge amb Assíria) i va assetjar Jerusalem, però va haver de retirar-se. Les campanyes de Sennaquerib a Palestina es daten en l'any 701 aC, quan regnava Shabitqo a Egipte, i en el llibre bíblic dels Reis es troben moltes referències al suport egipci de les revoltes contra Assíria.
Les campanyes dels sobirans assiris per estendre i impedir que es perdi la seva influència a Palestina no eren, ni de bon tros, l'única ocupació dels sobirans assiris en el pla militar. Paral·lelament, s'enfrontaven a coalicions dels caps caldeus de la regió de Babilònia i el regne d'Elam, que pel sud feien perillar la seguretat de la mateixa Assíria, i al nord al regne d'Urartu (Armènia) i les invasions de pobles nòmades.
El successor de Senaquerib va ser el seu fill Esarhadon (680-669 aC), i aquest es va concentrar en la invasió d'Egipte. Va enviar un exèrcit comandat per ell mateix i va prendre Memfis, la capital, després de conquerir ciutats frontereres i de guanyar algunes batalles. El faraó Taharqa va fugir a Tebes, abandonat a la seva família i la cort. L'assiri va aconseguir el control del Baix Egipte, va imposar governadors locals i va tornar a Assíria. Esarhadon va morir quan es dirigia a reprimir una revolta recolzada per Taharqa. Assurbanipal, el nou rei d'Assíria, va enviar els seus exèrcits a Egipte, va reconquerir Memfis i va seguir curs cap al sud, conquerint gairebé tot el país. Immediatament després, van esclatar noves revolucions, en aquest cas d'una coalició dels governadors locals imposats pels assiris al Delta: la conspiració va ser sufocada.
Tenutamon, el nou rei de Kush, va reconquerir l'Alt Egipte, es va establir a Tebes i va atacar als assiris de Memfis. Llavors el mateix Assurbanipal derrotar Tenutamon i va saquejar Tebes.

## Cronologia del tercer període intermedi
Cronologia estimada pels següents egiptòleg:
- Primer faraó:  Smendes I 
  - 1085-1054 (Driotón)
  - 1081-1055 (Redford)
  - 1080-1069 (Norden)
  - 1070/69-1044/43 (von Beckerath)
  - 1069-1043 (Malek, Grimal, Arnold, Shaw)
  - 1064-1038 (Dodson)

- Darrer faraó:  Tanutamon 
  - 664-655/53 (von Beckerath)